# Těchobuz
Těchobuz település Csehországban, a Pelhřimovi járásban. Těchobuz Zadní Střítež, Pojbuky, Smilovy Hory, Pacov, Salačova Lhota és Mezilesí településekkel határos. Lakosainak száma 73 fő (2024. január 1.).

## Népesség
A település lakosságának változását az alábbi diagram mutatja:
| Lakosok száma | 544  | 525  | 393  | 224  | 169  | 128  | 111  | 82   | 59   | 73   |
|               | 1869 | 1900 | 1921 | 1961 | 1980 | 2011 | 2016 | 2019 | 2021 | 2024 |